# شکرالله بهرامی
شکرالله بهرامی، قاضی و روحانی ایرانی است. وی ریاست سازمان قضایی نیروهای مسلح را برعهده داشت. او پیشتر در زمان ریاست صادق لاریجانی دادستان نظامی تهران بود و با حکم ریاست وقت قوه قضائیه عنوان رئیس جدید سازمان قضایی نیروهای مسلح منصوب شد.

## سوابق
- دادستان نظامی تهران[۴]
- رئیس سازمان قضایی نیروهای مسلح[۲]

## رسیدگی به پرونده هواپیمای اوکراینی
اسفند ۱۳۹۹ رئیس سازمان قضایی نیروهای مسلح ایران خبر داد که کیفرخواست پرونده سرنگونی هواپیمای اوکراینی در حال تدوین است و مراحل محاکمه پس از طی فرایند مقدماتی با حضور متهمان و اولیاء دم در دادگاه آغاز می‌شود و گفت مرحله رسیدگی به این پرونده در دادسرای نظامی به اتمام رسیده‌است.